# Megalopolis in Proconsulari
Megalopolis in Proconsulari (łac. Diocesis Megalopolitanus in Proconsulari) – stolica historycznej diecezji w Cesarstwie rzymskim w prowincji Afryka Prokonsularna, sufragania metropolii Kartagina. Współcześnie w Tunezji. Obecnie katolickie biskupstwo tytularne.

## Biskupi tytularni
| Lp. | Biskup                   | Funkcja                                     | Od                | Do                |
| --- | ------------------------ | ------------------------------------------- | ----------------- | ----------------- |
| 1   | Ernesto Alvarez Alvarez  | biskup pomocniczy Guayaquil (Ekwador)       | 28 listopada 1967 | 1 maja 1970       |
| 2   | Germán Schmitz Sauerborn | biskup pomocniczy Limy (Peru)               | 17 sierpnia 1970  | 28 listopada 1990 |
| 3   | Augusto José Zini Filho  | biskup pomocniczy Rio de Janeiro (Brazylia) | 13 lipca 1994     | 22 stycznia 2003  |
| 4   | Dimas Lara Barbosa       | biskup pomocniczy Rio de Janeiro (Brazylia) | 11 czerwca 2003   | 4 maja 2011       |
| 5   | Pierre Nguyễn Văn Viên   | biskup pomocniczy Vinh (Wietnam)            | 15 czerwca 2013   |                   |